# Jan Holenda
Jan Holenda (ur. 22 sierpnia 1985 w Pradze) – piłkarz czeski grający na pozycji napastnika. Od 2017 roku jest zawodnikiem klubu Dukla Praga.

## Kariera klubowa
Karierę piłkarską Holenda rozpoczynał w Motorlecie Praga i Sparcie Praga, gdzie nie przebił się do podstawowego składu i w 2004 roku odszedł do 1. FK Drnovice. 7 sierpnia 2004 zadebiutował w jego barwach w pierwszej lidze czeskiej w przegranym 0:1 wyjazdowym meczu z 1. FC Brno. W zespole z Drnovic występował przez jeden sezon. Klub ten spadł do drugiej ligi.
W 2005 roku Holenda przeszedł do Slovana Liberec. W nim po raz pierwszy wystąpił 7 sierpnia 2005 w zwycięskim 4:2 wyjazdowym meczu z FK Mladá Boleslav. W 2006 roku wywalczył ze Slovanem swój pierwszy w karierze tytuł mistrza Czech. Zawodnikiem Slovana był przez półtora sezonu.
W 2007 roku Holenda odszedł ze Slovana do SK České Budějovice (debiut: 11 marca 2007 w przegranym 0:5 meczu z 1. FC Brno). Pół roku później został zawodnikiem klubu FK SIAD Most. Zadebiutował w nim 30 września 2007 w meczu z Českimi Budějovicami. W FK Siad również spędził pół roku.
Na początku 2008 roku Holenda trafił do Sparty Praga, w której swój debiut zanotował 16 września 2007 w przegranym 1:2 wyjazdowym meczu z FK Teplice. W 2008 roku zdobył ze Spartą Puchar Czech, a w 2010 roku wywalczył mistrzostwo kraju.
W 2010 roku Holenda podpisał kontrakt z rosyjskim Anży Machaczkała. W Priemjer-Lidze swój debiut zanotował 13 marca 2010 w spotkaniu ze Spartakiem Nalczyk.
W 2012 roku Holenda przeszedł do FK Rostów. W 2013 roku został z niego wypożyczony do Tomu Tomsk. W 2014 przeszedł do Viktorii Pilzno, z którą w sezonie 2014/2015 wywalczył mistrzostwo Czech. W 2016 roku wypożyczono go do Bohemiansu 1905. W 2017 przeszedł do Dukli Praga.
| Sezon   | Klub                | Kraj   | Rozgrywki      | Mecze | Bramki |
| ------- | ------------------- | ------ | -------------- | ----- | ------ |
| 2004/05 | 1. FK Drnovice      | Czechy | Gambrinus Liga | 24    | 5      |
| 2005/06 | Slovan Liberec      | Czechy | Gambrinus Liga | 19    | 4      |
| 2006/07 | Slovan Liberec      | Czechy | Gambrinus Liga | 13    | 2      |
| 2006/07 | SK České Budějovice | Czechy | Gambrinus Liga | 11    | 1      |
| 2007/08 | FK SIAD Most        | Czechy | Gambrinus Liga | 8     | 0      |
| 2007/08 | Sparta Praga        | Czechy | Gambrinus Liga | 7     | 2      |
| 2008/09 | Sparta Praga        | Czechy | Gambrinus Liga | 22    | 2      |
| 2009/10 | Sparta Praga        | Czechy | Gambrinus Liga | 11    | 4      |
| 2010    | Anży Machaczkała    | Rosja  | Priemjer-Liga  | 19    | 5      |
| 2011/12 | Anży Machaczkała    | Rosja  | Priemjer-Liga  | 24    | 6      |
| 2012/13 | FK Rostów           | Rosja  | Priemjer-Liga  | 28    | 6      |
| 2013/14 | Tom Tomsk           | Rosja  | Priemjer-Liga  | 19    | 3      |
| 2014/15 | Viktoria Pilzno     | Czechy | Gambrinus Liga | 18    | 4      |
| 2015/16 | Viktoria Pilzno     | Czechy | Gambrinus Liga | 18    | 1      |
| 2016/17 | Bohemians 1905      | Czechy | Gambrinus Liga | 10    | 0      |
| 2016/17 | Dukla Praga         | Czechy | Gambrinus Liga | 13    | 6      |
| 2017/18 | Dukla Praga         | Czechy | Gambrinus Liga |       |        |

## Kariera reprezentacyjna
W swojej karierze Holenda grał w młodzieżowych reprezentacjach Czech: U-15, U-16, U-18, U-19 i U-21. Z tą ostatnią wystąpił w 2007 roku na Mistrzostwach Europy U-21 w Holandii.